# كوندريمان
كوندريمان هي رسوم متحركة أسبوعية، نشرت على الإنترنت منذ أوائل عام 2004، ومنذ فبراير 2005 طبعت في دي وير تيجد، وهي أكبر صحيفة في سورينام. كوندريمان رسمها آرنوت ويتيبرود، الهولندي.